# Lincolna aldrovandii
Lincolna aldrovandii is een vliesvleugelig insect uit de familie Pteromalidae. De wetenschappelijke naam is voor het eerst geldig gepubliceerd in 1940 door Girault.